# Jarama
El Jarama és un riu d'Espanya. És un dels afluents més importants del Tajo.
Neix a vora de la Peña Cebollera, a la Sierra de Ayllón (Sistema Central), exactament al punt en què conflueixen les províncies de Madrid, Guadalajara i Segòvia.
Flueix per les províncies de Guadalajara i Madrid. Els seus afluents són els rius Lozoya, Guadalix i Manzanares a la riba dreta, i l'Henares i el Tajuña a la riba esquerra.
A la primera part del seu recorregut, passa per la vora de la fageda de Monteja, i constitueix el límit entre les províncies de Madrid i Guadalajara. S'interna a la província de Guadalajara a l'alçada de La Hiruella. Flueix per Colmenar de la Sierra, Matallana i El Vado, on se n'emmagatzema l'aigua a l'embalsament d'El Vado. Torna a la província de Madrid a l'alçada de Patones de Abajo, on rep el cabal del riu Lozoya. A partir d'aquí segueix una direcció nord-sud, passant per Talamanca de Jarama i deixant a la dreta la ciutat de Madrid a l'alçada de l'aeroport de Barajas. Un cop passat l'aeroport, rep l'aigua dels seus afluents principals: l'Henares, el Tajuña i el Manzanares. Acaba desembocant al Tajo una mica abans d'Aranjuez.
El 1937 hi tingué lloc la batalla del Jarama. Forces nacionalistes creuaren el riu en un intent de tallar la carretera principal de Madrid a València per aïllar la capital republicana. Les forces nacionalistes, encapçalades per la Legió Espanyola i soldats marroquins, es trobaren amb la resistència de forces republicanes, incloent-hi la 15a Brigada Internacional. Tot i que provocaren importants pèrdues a l'enemic, els nacionalistes no aconseguiren el seu objectiu. Després d'un temps de guerra de trinxeres, la Brigada Internacional es retirà.